# Ptochophyle neurina
Ptochophyle neurina är en fjärilsart som beskrevs av Louis Beethoven Prout 1934. Ptochophyle neurina ingår i släktet Ptochophyle och familjen mätare. Inga underarter finns listade.